# Daniel Tyborowski
Daniel Tyborowski – polski paleobiolog.

## Życiorys
W 2009 ukończył XLIII Liceum Ogólnokształcące im. Kazimierza Wielkiego w Warszawie. W 2014 roku uzyskał magisterium z geologii w zakresie paleozoologii kręgowców na Wydziale Geologii Uniwersytetu Warszawskiego. Uczestnik i organizator badań wykopaliskowych: kamieniołom na Górze Podłazie w Górach Świętokrzyskich, Płucki koło Łagowa, Owadów, Krzyżanowice.
W 2017, uczestnicząc w badaniach na stanowisku paleontologicznym zlokalizowanym w kamieniołomie Owadów-Brzezinki, wraz z zespołem naukowców z Instytutu Paleobiologii PAN odkrył i opisał pozostałości ryb promieniopłetwych z grup Halecomorphi i Pachycormiformes. W miejscowości otwarto w 2019 geopark.
Poza badaniami naukowymi zajmuje się też popularyzowaniem wiedzy o faunie prehistorycznej oraz naukach geologicznych. Dr Tyborowski był adiunktem muzealnym, pracownikiem Muzeum Ziemi PAN w Warszawie.
W 2021 roku dr Tyborowski wyróżniony został przez Ministerstwo Klimatu i Środowiska nagrodą „Geologia 2021” w kategorii młodzi.

## Wykłady w Muzeum Ziemi PAN w Warszawie
Podczas „Środowych spotkań z dziejami Ziemi”, transmitowanych w Internecie, naukowiec prezentował problematykę związaną z paleobiologią.
| Nr  | Tytuł wykładu                                                  | Tematyka | Data                 | Link |
| --- | -------------------------------------------------------------- | --- | -------------------- | ---- |
| 1.  | Unikatowe stanowiska paleontologiczne                          | skamieniałości roślin i zwierząt, okna tafonomiczne, Fossillagerstätte, Mazon Creek w USA, Monte San Gorgio w Szwajcarii, Messel w Niemczech                                                                      | 12 czerwca 2019      |      |
| 2.  | Wirtualne skamieniałości źródłem danych paleobiologicznych     | wirtualna rekonstrukcja skamielin, analiza morfologii badanych okazów, kamieniołomy Kowala i Morawica | 9 lipca 2019         |      |
| 3.  | Niezwykłe odkrycie: największy potwór z Polski                 | Krzyżanowice | 27 października 2019 |      |
| 4.  | Cmentarzysko jurajskich gadów w Krzyżanowicach                 | Krzyżanowice, pliozaur z Krzyżanowic | 13 listopada 2019    |      |
| 5.  | Kambryjska eksplozja życia                                     | osady kambryjskie, Changjiang w Chinach, Burgess Pass w Kanadzie | 23 styczeń 2020      |      |
| 6.  | Największe wymarłe zwierzęta                                   | gigantyczne bezkręgowce ery paleozoicznej, największe wymarłe ssaki (Paraceratherium transouralicum, Palaeoloxodon namadicus, Palaeoloxodon antiquus)                                                             | 19 marca 2020        |      |
| 7.  | Mapy dawnej Ziemi                                              | okresy w dziejach Ziemi, układ lądów, wpływ warunków geograficznych na różnorodność form życia | 22 kwietnia 2020     |      |
| 8.  | Procesy powstawania skamieniałości                             | rodzaje fosyliów, czynniki sprzyjające powstawaniu skamieniałości, mamuty z Syberii, bituminizacja (Rancho La Brea w Kalifornii), zachowanie się w wosku ziemnym (nosorożec włochaty ze Staruni)                  | 29 kwietnia 2020     |      |
| 9.  | Morskie potwory ery dinozaurów                                 | ichtiozaury, pliozaury, plezjozaury, mezozaury | 6 maja 2020          |      |
| 10. | Giganty epoki lodowcowej                                       | epoka lodowcowa, megafauna plejstoceńska, mastodonty, mamuty, kopalne drapieżniki | 13 maja 2020         |      |
| 11. | Kolory z przeszłości geologicznej                              | ubarwienie zwierząt kopalnych | 20 maja 2020         |      |
| 12. | Żywe skamieniałości – czy istnieją naprawdę?                   | stabilomorfizm, przykładowe stabilomorfy | 27 maja 2020         |      |
| 13. | Prehistoryczne rekiny i ich kuzyni                             | prehistoryczne rekiny, wielkie wymarłe ryby | 3 czerwca 2020       |      |
| 14. | Trylobity – władcy pradawnych mórz                             | trylobity, adaptacje ewolucyjne | 10 czerwca 2020      |      |
| 15. | Smocze tropy – wykład o śladach dinozaurów                     | analiza tropów wymarłych gadów | 17 czerwca 2020      |      |
| 16. | 100 pytań o Dzieje Ziemi                                       | synapsydy, owłosienie, supergrupa Karoo, przełom paleozoiku i mezozoiku, dźwięki dinozaurów, mozazaur, Nyctosaurus, gigantopitek, wymieranie, płaski ogon dinozaurów, stawonogi, belemnity, Wiśniówka             | 24 czerwca 2020      |      |
| 17. | Wieloryby – historia naturalna                                 | ewolucja wielorybów | 7 października 2020  |      |
| 18. | Amonity – władcy mezozoicznych mórz                            | amonity, jura, kreda, dymorfizm płciowy | 14 października 2020 |      |
| 19. | Wyspa karłowatych dinozaurów                                   | skamieniałości w okolicach współczesnego Hațeg | 21 października 2020 |      |
| 20. | Tajemnicze wymarłe organizmy                                   | graptolity, konodonty | 28 października 2020 |      |
| 21. | Czas oczami geologa                                            | chronologia | 4 listopada 2020     |      |
| 22. | Polska 150 milionów lat temu                                   | Polska w okresie jurajskim, kamieniołom w Owadowie-Brzezinkach | 5 listopada 2020     |      |
| 23. | Wielkie wymierania i ich przyczyny                             | wymieranie | 18 listopada 2020    |      |
| 24. | Wyjście kręgowców na ląd                                       | kręgowce | 25 listopada 2020    |      |
| 25. | Kiedy w Antarktyce rosły lasy                                  | | 2 grudnia 2020       |      |
| 26. | Geologiczna historia Polski                                    | geologia | 9 grudnia 2020       |      |
| 27. | 100 Pytań o dzieje Ziemi #2                                    | paleontologia | 16 grudnia 2020      |      |
| 28. | Izotopy w paleontologii                                        | badania izotopowe | 13 stycznia 2021     |      |
| 29. | Wymarłe pasożyty, symbionty i drapieżniki                      | symbionty, pasożyty | 20 stycznia 2021     |      |
| 30. | Książki paleontologiczne i geologiczne                         | publikacje w języku polskim | 27 stycznia 2021     |      |
| 31. | Jak działa ewolucja?                                           | ewolucjonizm | 3 marca 2021         |      |
| 32. | O rybach, które nosiły pancerze                                | ryby | 10 marca 2021        |      |
| 33. | Podróż do wnętrza Ziemi                                        | budowa skorupy ziemskiej | 17 marca 2021        |      |
| 34. | Unikatowe stanowiska paleontologiczne #2                       | okna tafonomiczne, tafonomia, Fezouata, Burgess, benton, gąbki, gady morskie i latające, Thalassocnus | 24 marca 2021        |      |
| 35. | Tajemnice dilofozaura                                          | dilofozaur | 31 marca 2021        |      |
| 36. | Życie w karbońskim lesie                                       | karbon, missisip, pensylwan | 7 kwietnia 2021      |      |
| 37. | Skrzydlate rekiny vs filtrujące olbrzymy                       | ewolucja rekinów, ewolucja zbieżna, ekomorfologia chrzęstnoszkieletowych, mantowate, rekin wielorybi, rekin długoszpar, rekin wielkogębowy, Pachycormiformes                                                      | 14 kwietnia 2021     |      |
| 38. | Szablozębne koty i ich przodkowie                              | Smilodon | 21 kwietnia 2021     |      |
| 39. | Rycie w mule – o skamieniałościach śladowych                   | ichnoskamieniałości, ichnofacje, bioturbacja, granica prekambr–kambr, robaki kambryjskie, Thalassinoides, Rhizocorallium, strzykwa, Zoophycos, Lorenzinia                                                         | 28 kwietnia 2021     |      |
| 40. | Prehistoryczni mieszkańcy Sejmu                                | stromatoporoidy, dewon, Amphipora, Megalodon, wapienie, szwy stylolitowe, belemnity, amonity, ramienionogi, struktury geopetalne                                                                                  | 12 maja 2021         |      |
| 41. | Najdziwniejsze wymarłe zwierzęta                               | heteromorficzne amonity, chrzęstnoszkieletowe, płaszczak, Stethacanthus, Helikoprion, Diplocaulus, Crassigyrinus, Deinotherium, Odobenocetops                                                                     | 15 maja 2021         |      |
| 42. | Tur – władca plejstoceńskiej puszczy                           | tur leśny | 19 maja 2021         |      |
| 43. | Życie na permskiej równinie                                    | perm, owodniowce, Diadektes, pelykozaury, platyopozaur, Kotlassia | 26 maja 2021         |      |
| 44. | Fauna ediakarska – enigmatyczni mieszkańcy prekambru           | paleografia przedkambryjska, Radiata, Fractofusus, Cyclomedusa, prekambryjskie filtratory, Bilateria, Dickinsonia, Spriggina, Kimberella, mata mikrobialna                                                        | 2 czerwca 2021       |      |
| 45. | Kto jest gadem, a kto ptakiem? O systematyce paleontologicznej | systematyka paleontologiczna | 9 czerwca 2021       |      |
| 46. | 100 pytań o Dzieje Ziemi #3                                    | antropopresja | 16 czerwca 2021      |      |
| 47. | Paleontologia – nurty i kierunki badawcze                      | historia i współczesność paleontologii | 6 października 2021  |      |
| 48. | Jak powstały rybie szczęki?                                    | ewolucja, ryby | 13 października 2021 |      |
| 50. | Macki i dzioby – rzecz o belemnitach i ich kuzynach            | ewolucja, Decabrachia, Belemnoidea | 20 października 2021 |      |
| 51. | Ewolucja trąbowców                                             | ewolucja, trąbowce | 27 października 2021 |      |
| 52. | Historia raf koralowych                                        | ewolucja, koralowce, rafa koralowa | 3 listopada 2021     |      |
| 53. | Kiedy płazy rządziły światem                                   | ewolucja płazów | 17 listopada 2021    |      |
| 54. | W trzewiach bazylozaura                                        | bazylozaury | 21 listopada 2021    |      |
| 55. | Megafauna plejstoceńskiej Australii                            | plejstocen, torbacze, Diprotodon, Euryzygoma, Phascolarctos stirtoni, Thylacoleo, Thylacinus, Obdurodon, Dromornis, Genyornis, Varanus priscus, Wonambi, Meiolania, Quinkana                                      | 24 listopada 2021    |      |
| 56. | Pterozaury i mezozoiczna nauka latania                         | pterozaury, mezozoik | 1 grudnia 2021       |      |
| 57. | Życie i śmierć plejstoceńskiego nosorożca                      | nosorożec włochaty, nosorożec wąskonosy, czwartorzęd, malakofauna | 8 grudnia 2021       |      |
| 58. | 100 pytań o Dzieje Ziemi #4                                    | | 15 grudnia 2021      |      |
| 59. | Akantody – „kolczaste rekiny”                                  | akantody | 12 stycznia 2022     |      |
| 60. | Wielkoraki – wodne skorpiony ery paleozoicznej                 | wielkoraki | 19 stycznia 2022     |      |
| 61. | Megafauna jaskiniowa epoki lodowej                             | troglofile, troglobiony, troglokseny, Canis lupus spelaeus, Ursus spelaeus, Jaskinia Niedźwiedzia, Panthera spelaea, Homotherium, Jaskinia Friesenhahn, Crocuta crocuta spelaea, paleodieta, Ursus arctos priscus | 26 stycznia 2022     |      |
| 62. | Zmierzch ery gadów morskich                                    | Afryka Północna pod koniec okresu kredowego | 20 lutego 2022       |      |
| 63. | Jak to robiły dinozaury?                                       | rozmnażanie dinozaurów | 2 marca 2022         |      |
| 64. | Live z mapami paleogeograficznymi                              | | 9 marca 2022         |      |
| 65. | Nisze ekologiczne w czasie i przestrzeni                       | nisza ekologiczna, paleoekologia, czynniki abiotyczne | 16 marca 2022        |      |
| 66. | Skamieniałości przewodnie                                      | skamieniałość przewodnia | 23 marca 2022        |      |
| 67. | Wyjście roślin na ląd                                          | ewolucja roślin | 6 kwietnia 2022      |      |
| 68. | Zanim powstały szczęki – różnorodny świat bezszczękowców?      | bezszczękowce | 13 kwietnia 2022     |      |
| 69. | Życie w triasowych morzach                                     | trias, Scleractinia, rafy skleraktiniowe, mszywioły, jeżowce, Neoselachi, Teleostei, plakodonty, plezjozaury, ichtiozaury                                                                                         | 27 kwietnia 2022     |      |
| 70. | Ukraina – najciekawsze stanowiska paleontologiczne             | budowa geologiczna Ukrainy, neogen, paleogen, kręgowce dewońskie, bezszczękowców, ryby pancernych | 4 maja 2022          |      |
| 71. | Australia – najciekawsze stanowiska paleontologiczne           | Ediacara Hills, formacja gogolińska, stanowisko Talbragar, region Sydney | 11 maja 2022         |      |
| 72. | Historia geologiczna Gór Świętokrzyskich                       | geologia Gór Świętokrzyskich | 25 maja 2022         |      |
| 73. | 100 pytań o Dzieje Ziemi #5                                    | | 1 czerwca 2022       |      |
| 74. | Wymieranie kredowe i jego zapis geologiczny w Nasiłowie        | Nasiłów | 8 czerwca 2022       |      |

Obecnie prowadzi własny kanał na Youtube poruszając tematykę paleontologiczną.

## Kontrowersje
W 2019 r. Daniel Tyborowski wraz z dr. hab. Błażejem Błażejowskim opublikowali serię prac naukowych o zespole późnojurajskich gadów morskich ze wsi Krzyżanowice w okolicach Iłży, w których opisano fragmenty jurajskich drapieżników wodnych – pliozaurów, jurajskich żółwi morskich oraz morskich krokodylomorfów z rodzaju Machimosaurus. W publikacjach wspomniano o tym, że stanowisko w Krzyżanowicach zostało po raz pierwszy odkryte w latach 60. XX w., ale całość opisanego w 2019 r. materiału kopalnego została przedstawiona jako nowo odkryte skamieniałości. Okazało się jednak, że pozostałości opisane przez Tyborowskiego i Błażejowskiego jako zęby i szczęki pliozaura, w rzeczywistości należały do przedstawiciela metriorynchydów (morskich krokodylomorfów); nie były one ponadto nowymi odkryciami pochodzącymi z Krzyżanowic, a materiałem historycznym nieznanego pochodzenia. Kości żółwi morskich z Krzyżanowic opisane przez Tyborowskiego i Błażejowskiego jako nowe okazy, również składały się w całości z materiału historycznego opisanego ponad pół wieku wcześniej. Występowanie krokodylomorfów w późnej jurze Krzyżanowic zostało również zanegowane - szczęki Machimosaurus zilustrowane w jednej z prac okazały się szczękami innego krokodylomorfa opisanymi w 1972 r. z Załęcza Wielkiego koło Częstochowy, a ząb opisany (ale niezilustrowany) w drugim z artykułów okazał się małym zębem niezidentyfikowanego bliżej kręgowca (najprawdopodobniej niewielkiej ryby). 

## Wybrane publikacje
- Tyborowski D. and Błażejowski B.. 2019. New marine reptile fossils from the Late Jurassic of Poland with implications for vertebrate faunas palaeobiogeography. „Proceedings of the Geologists Association” DOI: 10.1016/j.pgeola.2019.09.004.

- Tyborowski D., Skrzycki P. and Dec M. 2018. Internal structure of ichthyosaur rostrum from the Upper Jurassic of Poland with comments on ecomorphological adaptations of ophthalmosaurid skull. „Historical Biology” DOI: 10.1080/08912963.2018.1559308.

- Tyborowski D. 2017. Large predatory actinopterygian fishes from the Late Jurassic of Poland studied with X-ray microtomography. „Neues Jahrbuch für Geologie und Paläontologie” 283 (2): 161-172.

- Tyborowski D. 2016. A new ophthalmosaurid ichthyosaur from the Late Jurassic of Owadów-Brzezinki Quarry, Poland. „Acta Palaeontologica Polonica” 61 (4): 791-803.

- Błażejowski B., Gieszcz P. and Tyborowski D. 2016. New finds of well-preserved Tithonian (Late Jurassic) fossils from Owadów–Brzezinki Quarry, Central Poland: a review and perspectives. „Volumina Jurassica” 14: 123-132.

- Tyborowski D., Błażejowski B. and Krystek M. 2016. Szczątki gadów z górnojurajskich wapieni w kamieniołomie Owadów-Brzezinki (Polska środkowa). „Przegląd Geologiczny” 64 (8): 564–569.

- Błażejowski B., Lambers P., Gieszcz P., Tyborowski D. and Binkowski M. 2015. Late Jurassic jaw bones of Halecomorph fish (Actinopterygii: Halecomorphi) studied with X-ray microcomputed tomography. „Palaeontologia Electronica” 18.3.52A: 1-10